# Jean-Pierre Bassène
Jean-Pierre Bassène (ur. 1 sierpnia 1951 w Essyl) – senegalski duchowny katolicki, biskup Kolda od 2001.

## Życiorys
Święcenia kapłańskie otrzymał 11 kwietnia 1980.

## Episkopat
22 grudnia 1999 papież Jan Paweł II mianował go biskupem ordynariuszem diecezji Kolda. Sakry biskupiej 29 kwietnia 2000 udzielił mu bp Augustin Sagna.